# آي بي إم 5100

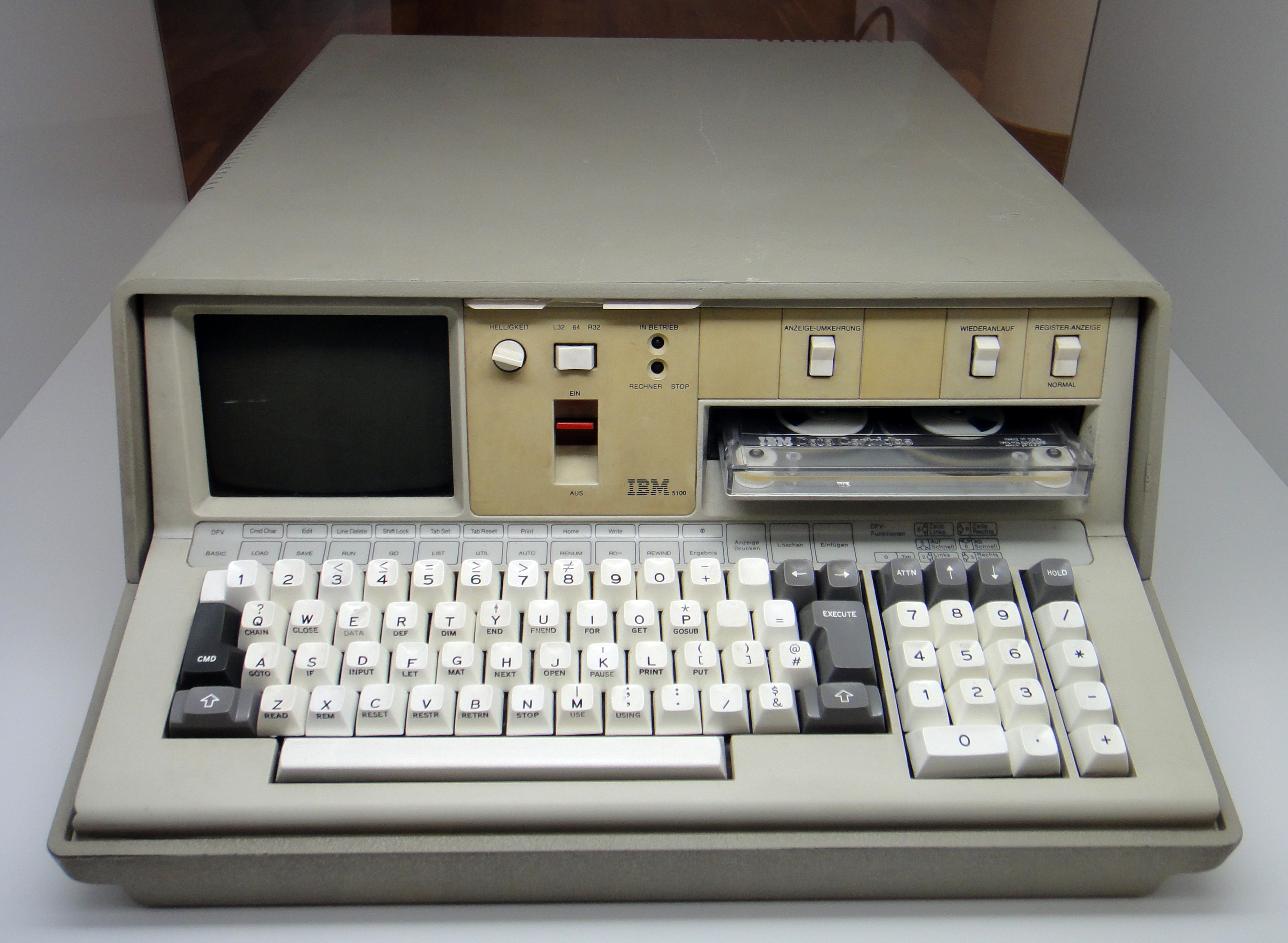
جهاز أي بي ام 5100

أي بي ام 5100 هو جهاز كمبيوتر محمول من إنتاج شركة IBM و صدر في سبتمبر 1975 ويعتبر من أوائل كمبيوتر محمول في العالم تم تطويره في مركز بالو ألتو ويزن تقريباً 23 كيلوجرام . وكان سعر الجهاز في ذلك الوقت 8975 دولار أمريكي

## مواصفاته
- شاشة مدمجة حجمها 5 بوصات
- ذاكرة عشوائية RAM حجمها 16 أو 32 أو 64 كيلو بايت
- معالج سرعته 1.9 ميجا هرتز